# Ethna MacCarthy
Pour les articles homonymes, voir MacCarthy.
Ethna MacCarthy (2 avril 1903 - 24 mai 1959) est une poétesse et une pédiatre irlandaise.

## Biographie
Ethna MacCarthy est née à Coleraine, dans le comté de Londonderry, le 2 avril 1903. Ses parents sont Brendan MacCarthy, docteur et médecin inspecteur au conseil du gouvernement local, et Eleanor McCarthy (née Dexter). Son grand-père paternel est le poète Denis Florence MacCarthy. Elle a deux frères Denis Florence et Desmond, et une sœur. La famille s'installe à Dublin dans les années 1900, quand son père accepte le poste au siège du conseil du gouvernement local, à la The Custom House. Ils vivent à Desmond, Sandymount Ave., Ballsbridge. Il est probable qu'Ethna aille à l'école du couvent local où sa tante, Marie Stanislas MacCarthy est religieuse et enseigne. MacCarthy s'inscrit dans un collège de secrétariat, puis à l'Académie Royale de Musique, et enfin entre au Trinity College de Dublin en 1922. Elle y étudie le français et l'espagnol. Elle obtient un bachelor en 1926 et un master en 1937.

## Carrière
MacCarthy devient maître de conférences en français et en provençal au Trinity College de Dublin. Elle est remarquée par un contemporain comme ayant « la beauté et l'esprit qui jette une vive lumière sur la place de Trinity College sur les conférences qui étaient la seule fonction pour laquelle, jusqu'à tout récemment, les étudiants et étudiantes pouvaient se réunir. Sa présence a illuminé ces occasions. ». Elle est également décrite comme féministe avant l'invention du terme. Grâce à sa nature avenante, elle a de nombreux admirateurs, y compris Denis Johnston et Samuel Beckett. Elle est mentionnée dans Dream of Fair to Middling Women de Beckett comme "Abla". Il est dit qu'elle est la source d'inspiration pour la jeune fille dans la barque dans Krapp's last tape. MacCarthy est connue pour avoir été le premier amour de Beckett,. Johnston lui a écrit le poème To Ethna. Elle commence une relation à long terme avec Con Leventhal, et le couple se marie en 1956, après la mort de sa femme.
Dans le milieu des années 1930, MacCarthy entre à l'école de médecine du Trinity College et obtient en 1941 les Bachelors of Medicine and Surgery suivie par un doctorat en médecine (MD) en 1946. Elle s'intéresse alors à la pédiatrie et prend le poste de médecin pour les enfants au dispensaire du  Royal City of Dublin Hospital. Elle quitte ce poste en 1954 avec l'intention de rejoindre à l'Organisation mondiale de la santé, mais rate l'examen physique obligatoire. Elle fait quelques contributions à l'Irish Journal of Medical Science sur des sujets relatifs aux problèmes de santé publique.

## Poésie
Comme son grand-père et sa tante, Ethna MacCarthy est poète. Des vers tels que The invitation, Lullaby et Clinic sont publiés dans The Dublin Magazine avec des traductions de l'allemand et de l'espagnol. En 1937, Ireland Today publie sa courte histoire Flight. Sa pièce en un acte, The uninvited, est publié dans The Dublin Magazine en 1951. MacCarthy est réputée pour être « une bonne poétesse mineure » et est inclus dans un certain nombre de recueils, y compris le New Irish poets de 1948 par la  Devin-Adair Publishing Company.

## Mort et héritage
MacCarthy meurt le 24 mai 1959, au East Ham Memorial Hospital à Londres, après avoir souffert d'un cancer de la gorge pendant un an. Au cours de sa dernière année, Beckett correspond régulièrement avec elle. Il lui envoie des violettes cueillies près de Ussy avec la remarque : « Ce n'est que mon cœur et ma main dans la vôtre et quelques violettes des bois que je voudrais prendre de leur repaire pour personne d'autre »,,. Les lettres de Beckett sont conservées à l'Université du Texas à Austin. La collection du Trinity College Dublin des archives de Denis Johnston inclut certaines de ses lettres. Le professeur Eoin O'Brien possède un dessin la représentant par Seán O'Sullivan. Des archives de MacCarthy sont également présentes dans la collection Con Leventhal du Trinity College Dublin.